# اتاق‌خواب لینکلن

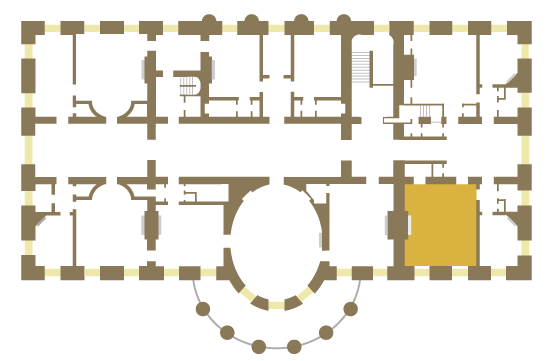
نقشهٔ مکان اتاق‌خوای لینکلن در کاخ سفید

اتاق‌خواب لینکلن (انگلیسی: Lincoln Bedroom) اتاقی است واقع‌شده در گوشه جنوب‌شرقی طبقه دوم کاخ سفید در ایالات متحده آمریکا. بخش دیگر و همنام این مجموعه اتاق نشیمن لینکلن می‌باشد. از آنجایی که آبراهام لینکلن از این اتاق به عنوان دفتر استفاده می‌نمود، به این نام مشهور گشت.

## نگارخانه

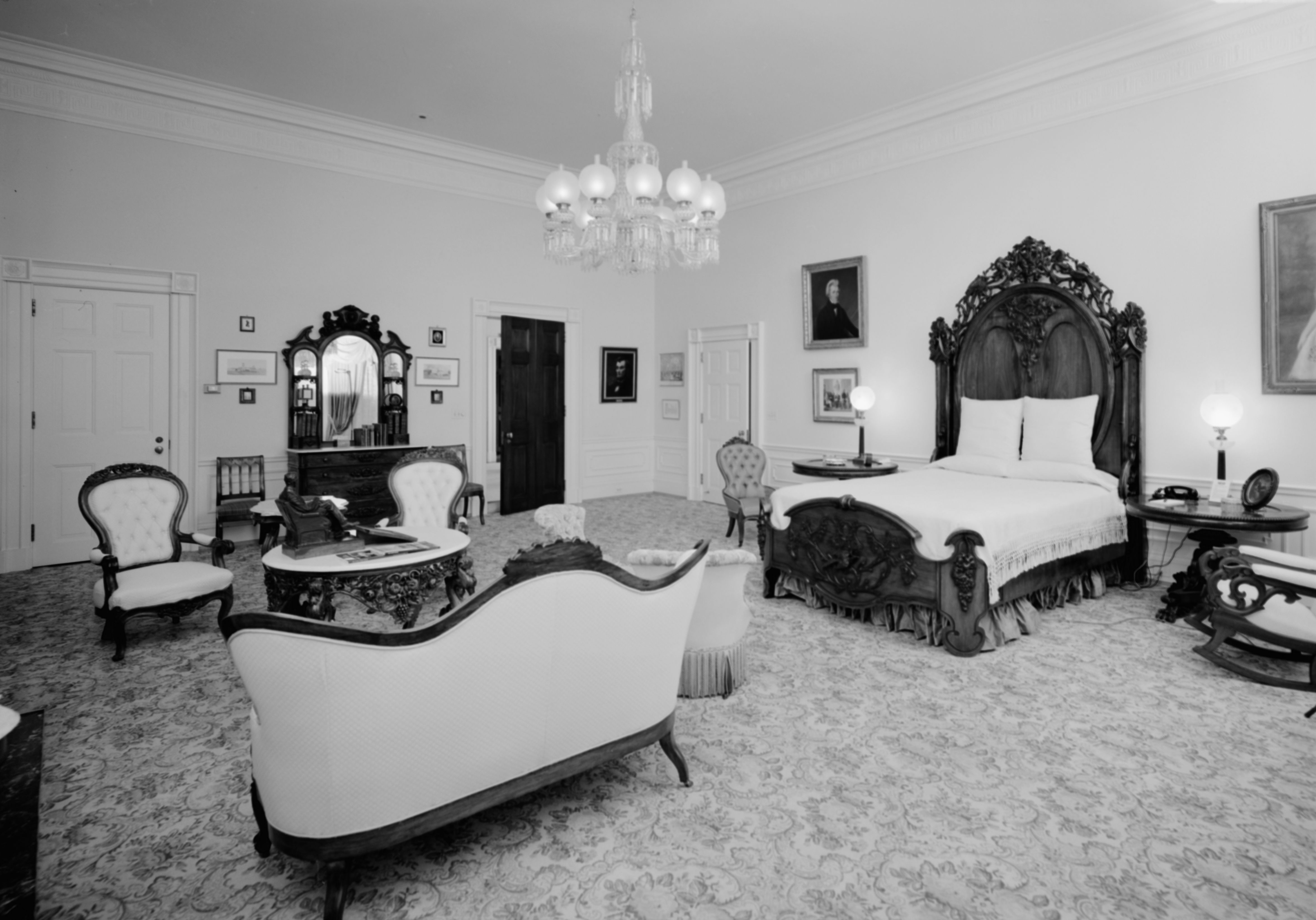
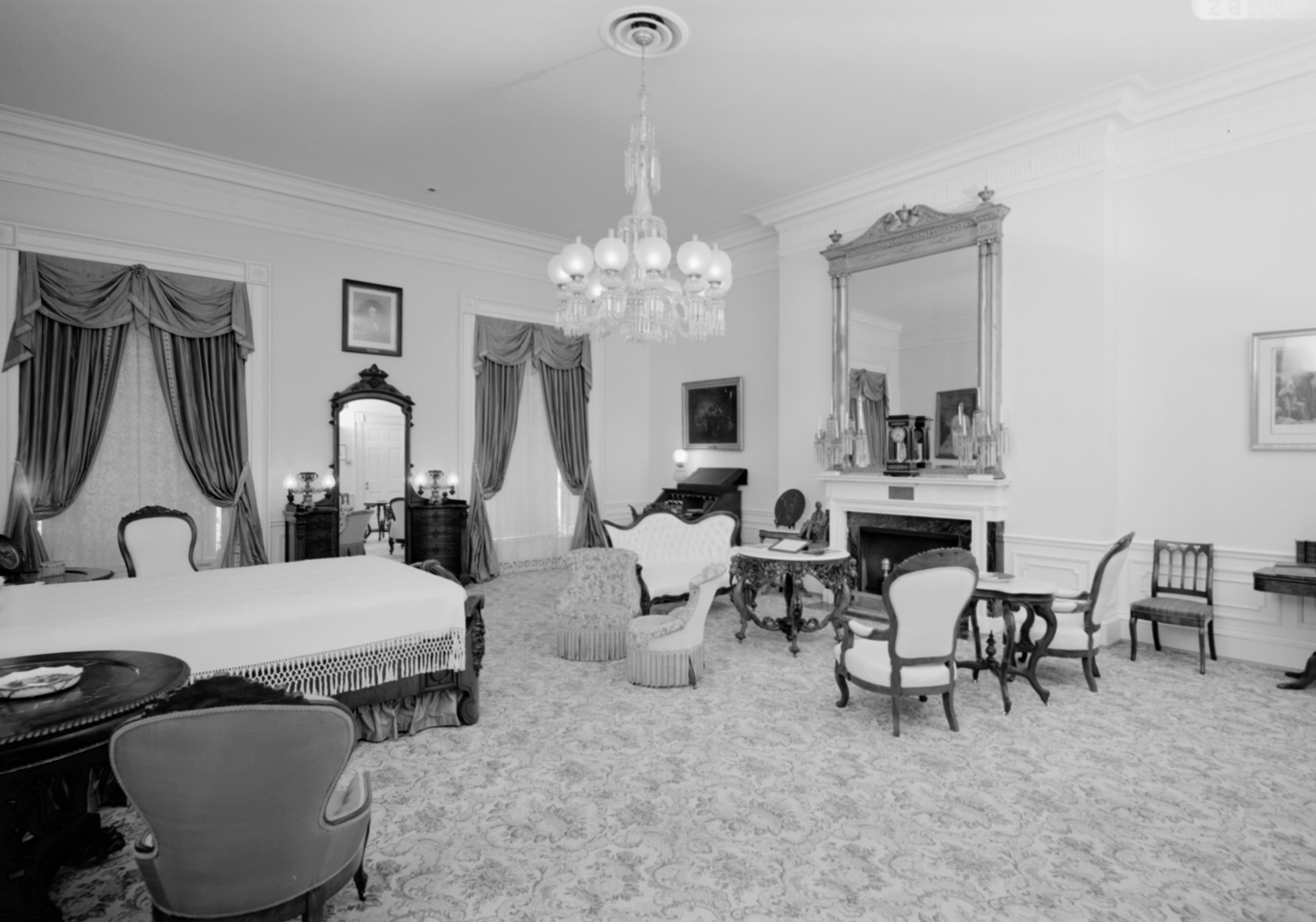
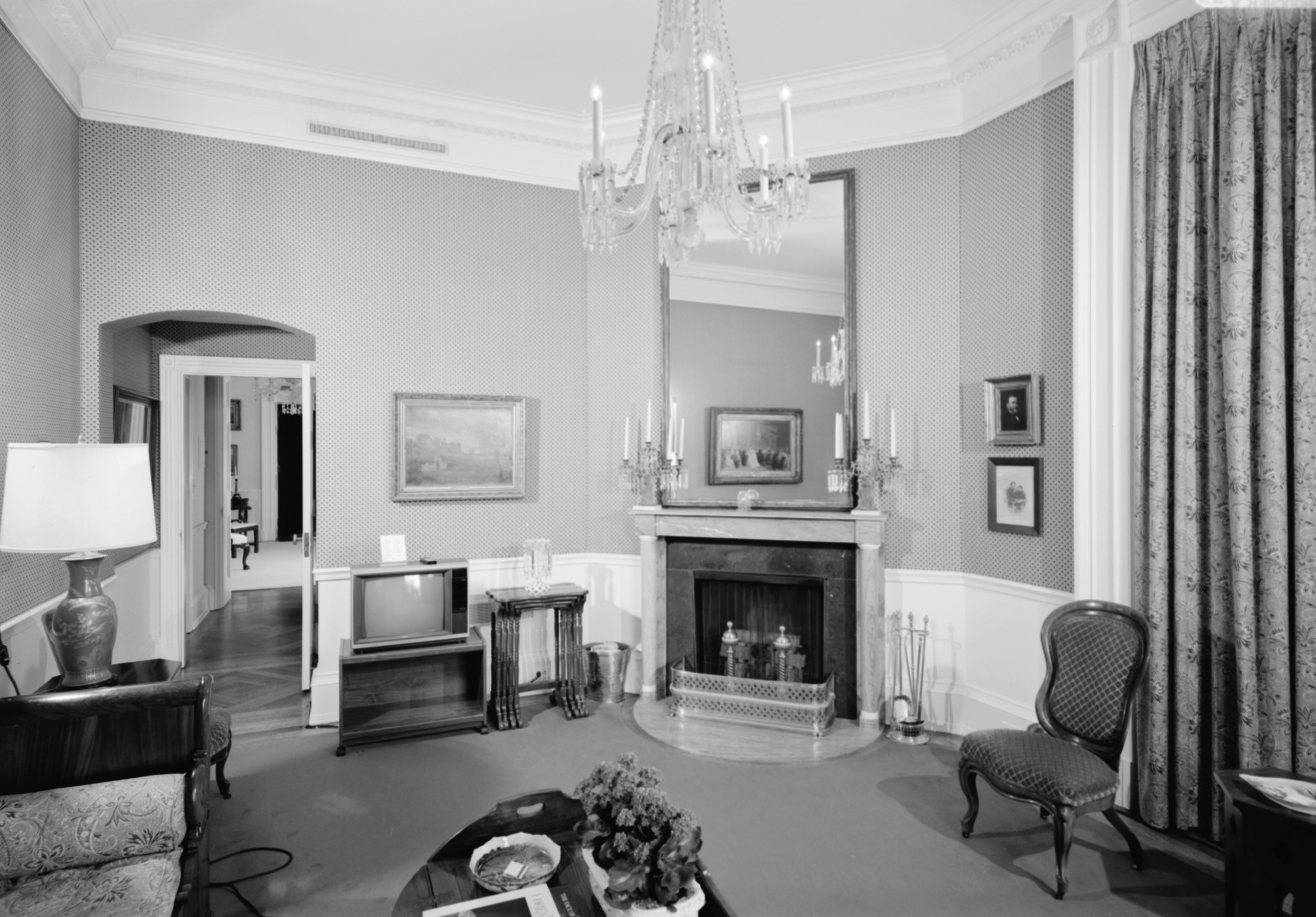